# Garitta di vedetta

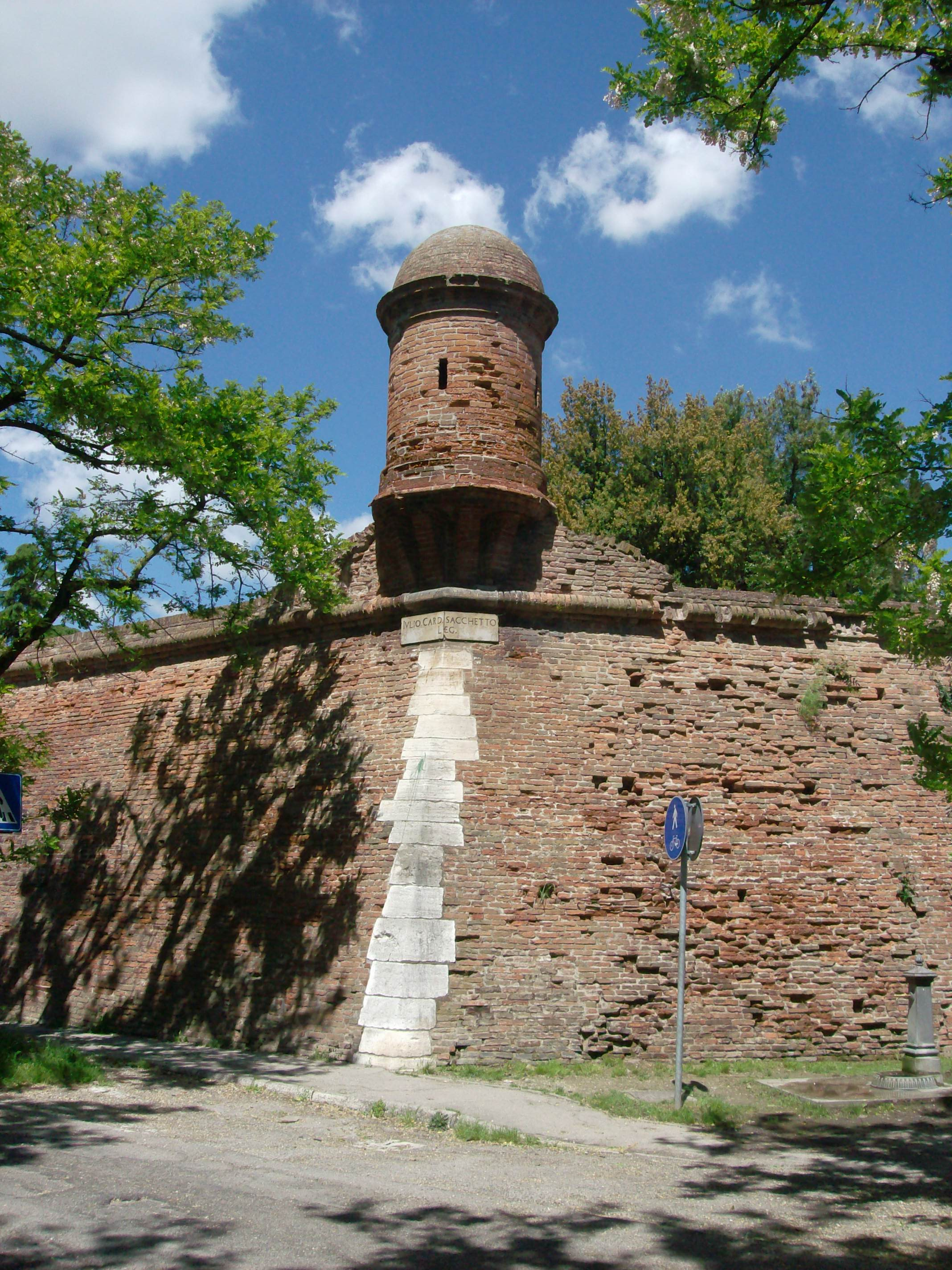
Garitta di vedetta nel Baluardo di San Giorgio a Ferrara

La garitta di vedetta è una piccola costruzione in muratura, legno o metallo, generalmente addossata alle mura esterne delle fortezze medievali, tipica del periodo compreso tra il XIV e il XVI secolo.
Veniva costruita con lo scopo di proteggere una sentinella e consentirle la difesa della striscia di terreno posta alla base delle murature, oltre che offrirle un'ampia visuale sull'orizzonte. In alcuni casi era dotata di feritoie che consentivano a un balestriere di colpire il nemico, restando al riparo.

## Epoca moderna

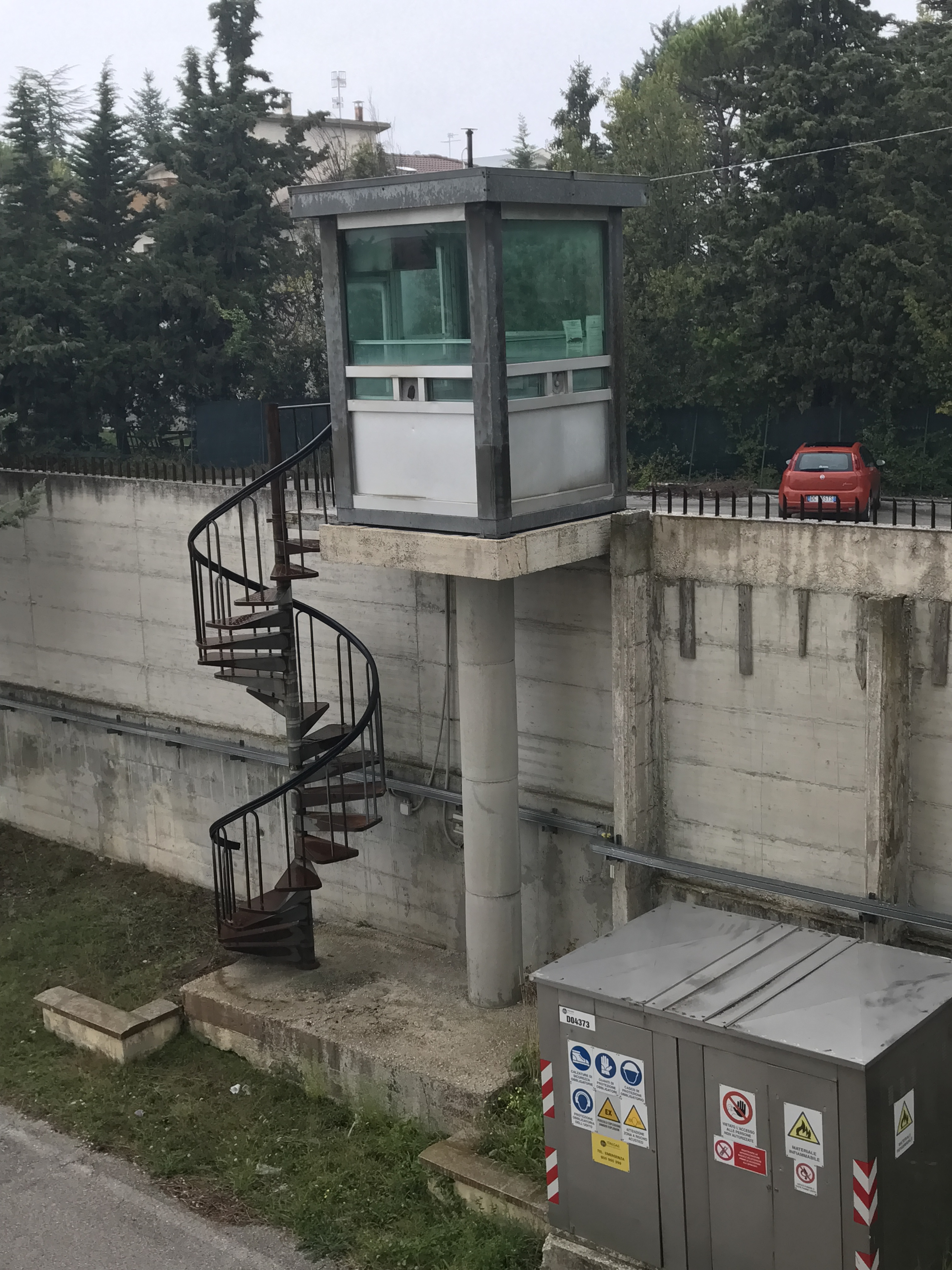
Garitta moderna nella caserma "Eugenio Frate" dell'Arma dei Carabinieri a Campobasso

In epoca moderna, molte installazioni militari possiedono questo tipo di costruzione, con finalità di controllo del perimetro e osservazione della zona circostante. In Italia la maggior parte delle caserme di medie dimensioni possiede delle garitte. Oggi, in genere, non vengono più utilizzate attivamente, in quanto il controllo perimetrale viene effettuato con sistemi di videosorveglianza centralizzati. Una eccezione sono le garitte utilizzate dall'Arma dei Carabinieri presenti nel centro di Roma, vicino ai palazzi governativi, che permettono un controllo degli accessi alla zona da parte dei militari che la presidiano.

## Galleria d'immagini

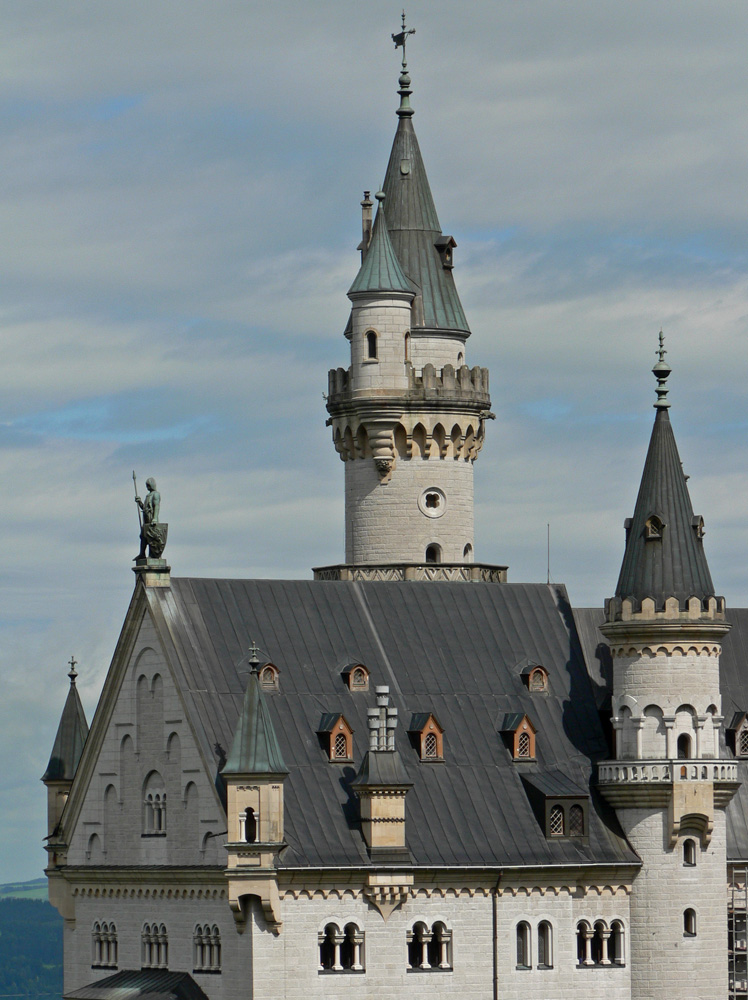
Garitte di vedetta nel castello di Neuschwanstein
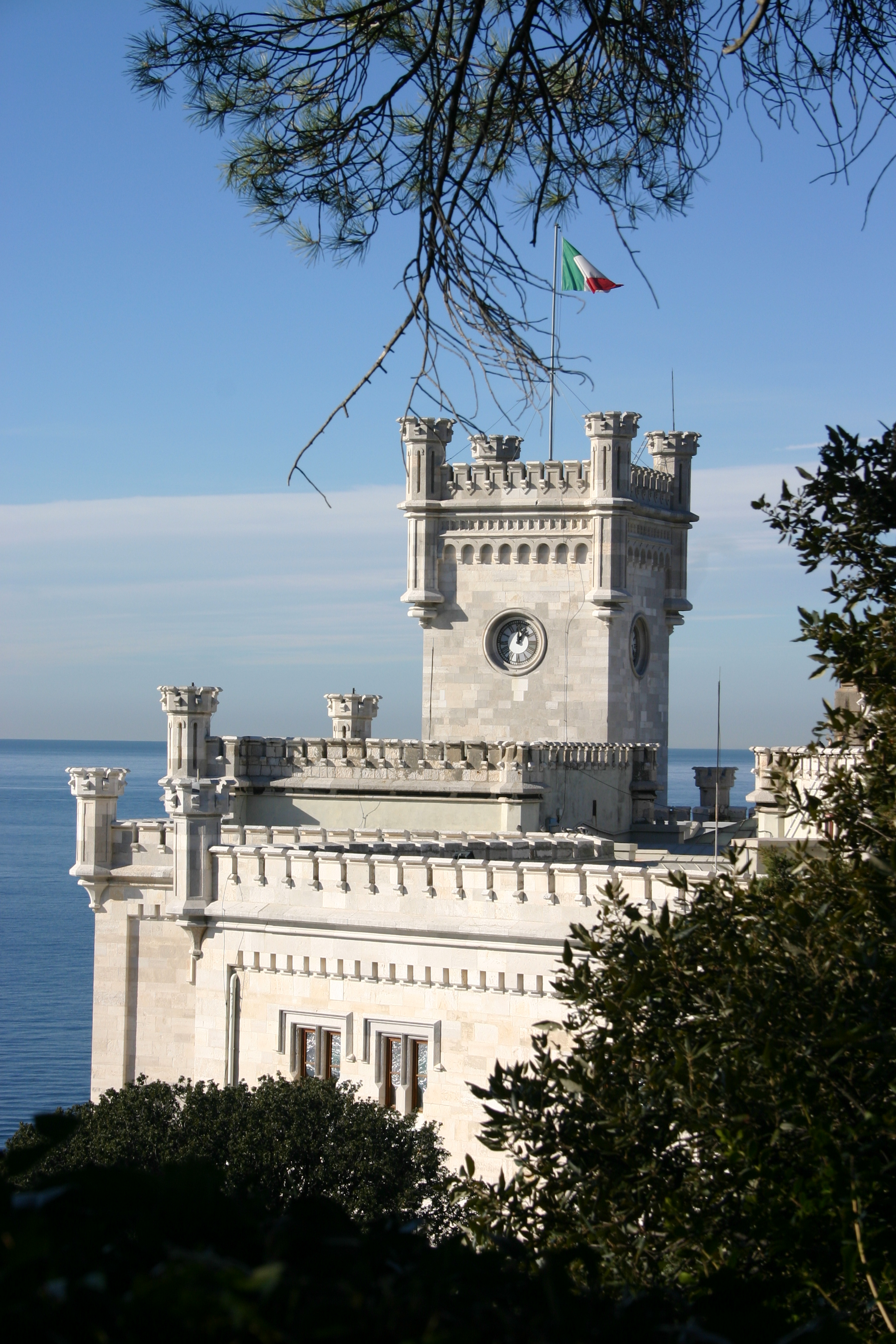
Garitte di vedetta nel castello di Miramare
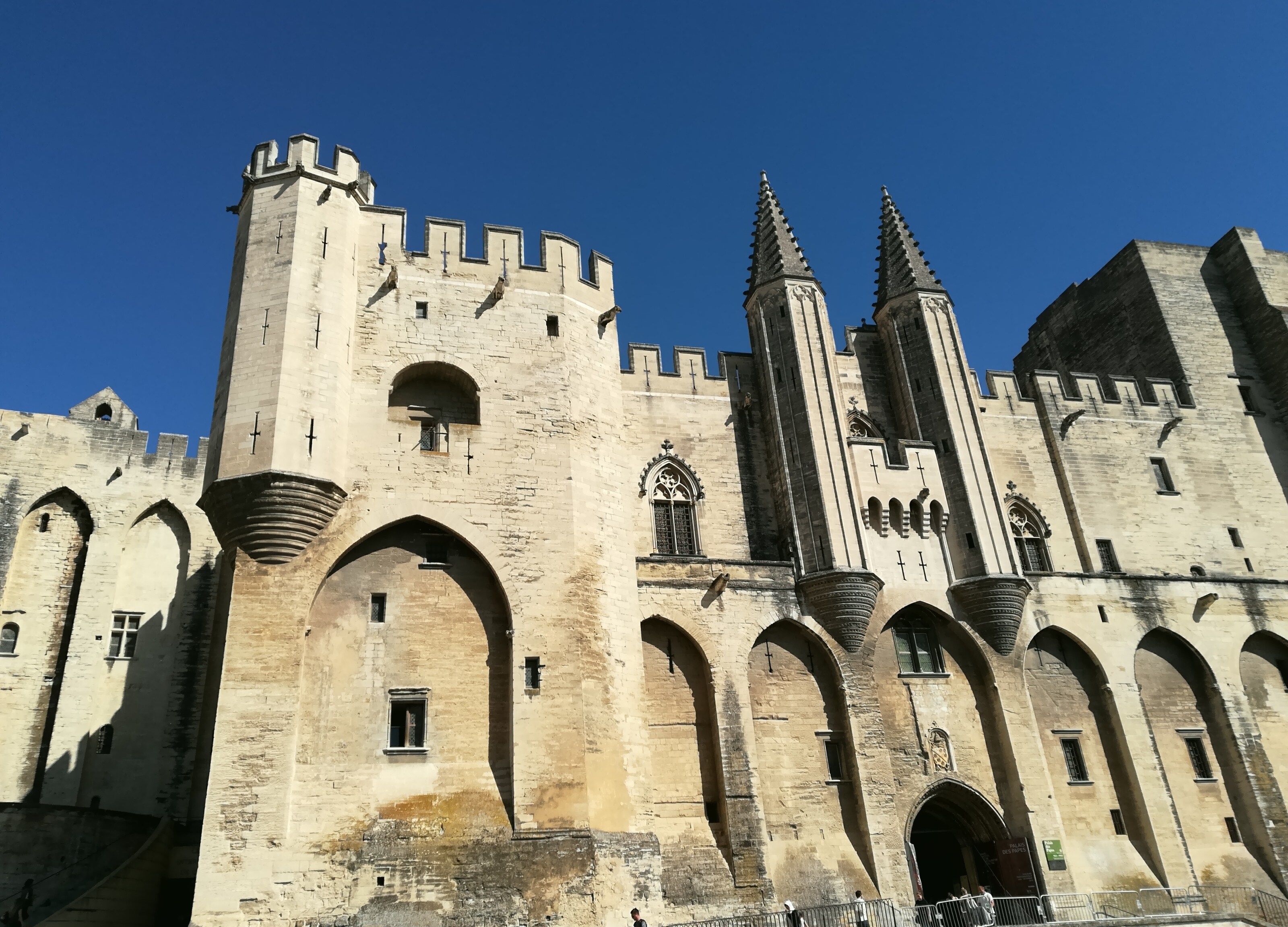
Garitte di vedetta nel Palazzo dei Papi ad Avignone
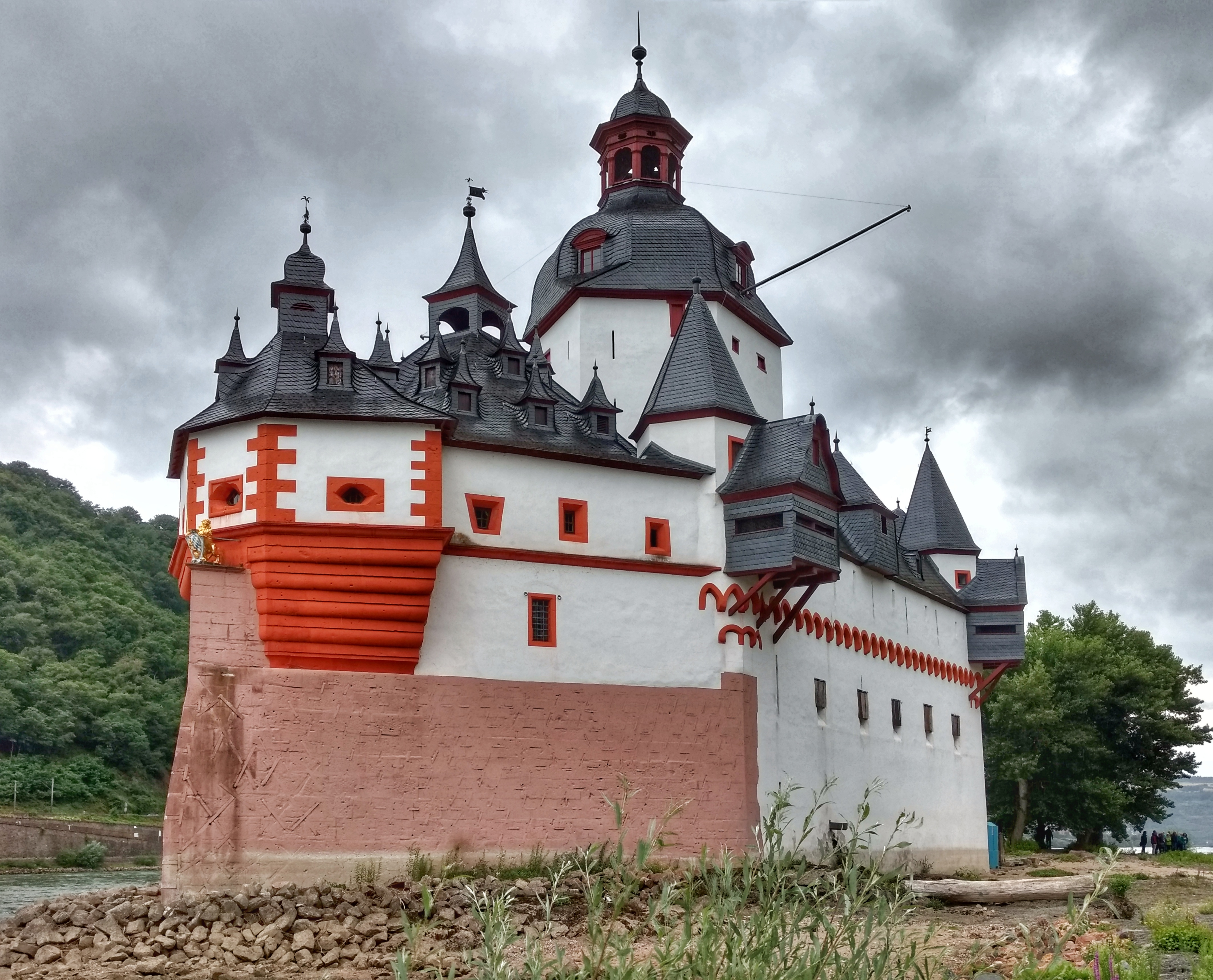
Garitte di vedetta nel Burg Pfalzgrafenstein
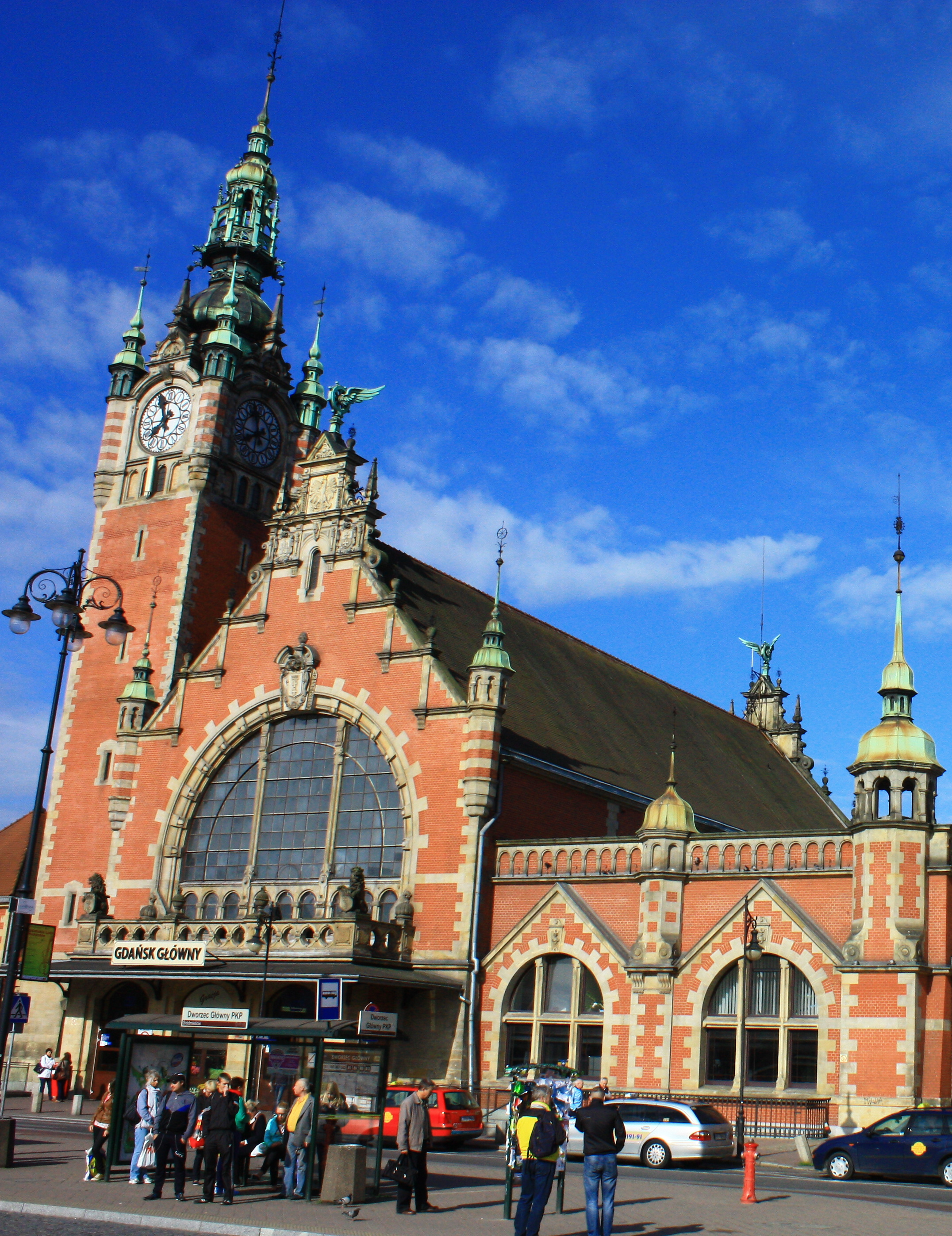
Garitte di vedetta nella stazione di Danzica Centrale
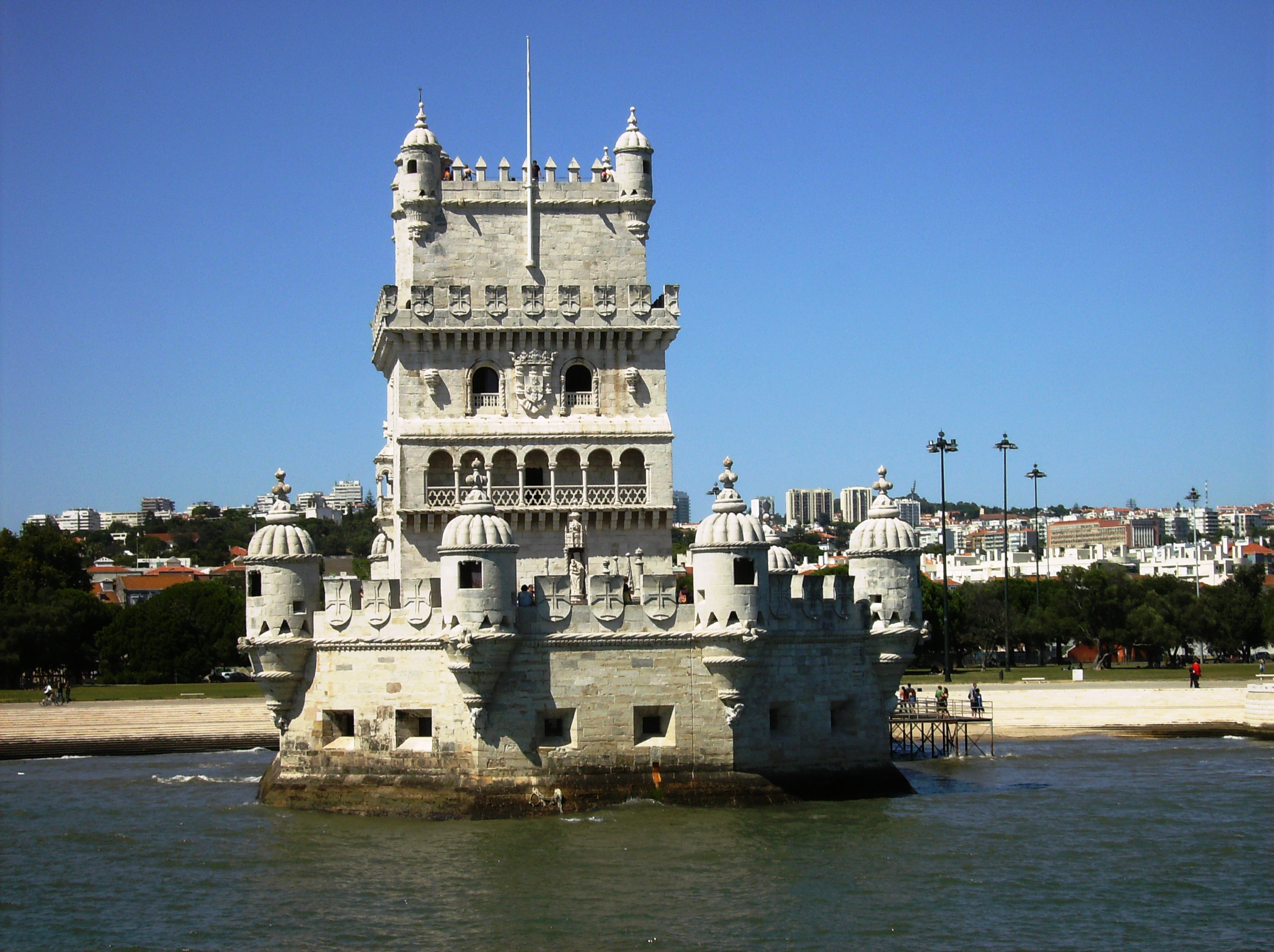
Garitte di vedetta sulla torre di Belém
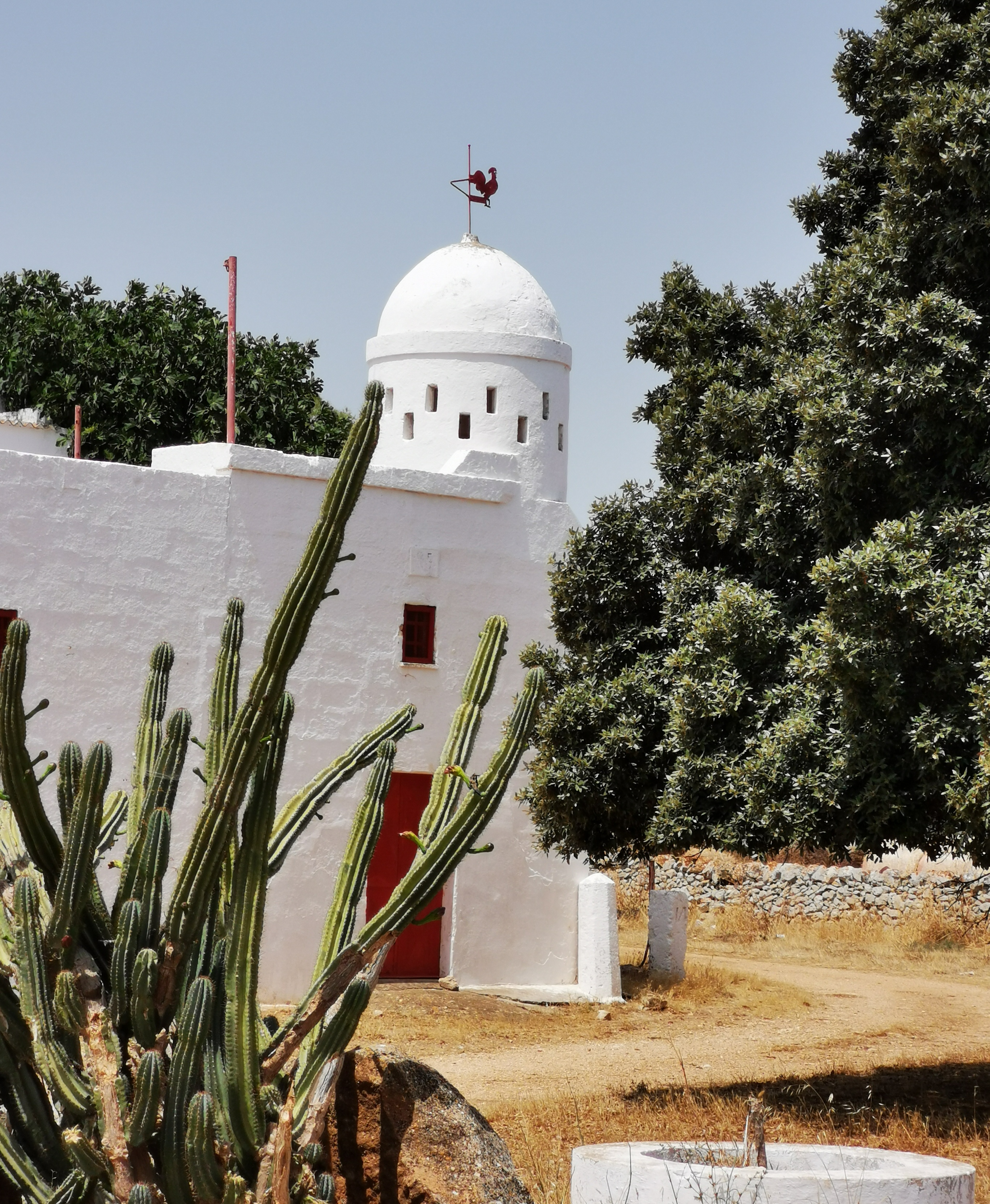
Garitta di vedetta in una masseria fortificata pugliese